# Стуліхи
Стуліхи (пол. Stulichy, нім. Stullichen) — село в Польщі, у гміні Венґожево Венґожевського повіту Вармінсько-Мазурського воєводства.
Населення — 85 осіб (2011).
У 1975-1998 роках село належало до Сувальського воєводства.

## Демографія
Демографічна структура станом на 31 березня 2011 року:
|          | Загалом | Допрацездатний вік | Працездатний вік | Постпрацездатний вік |
| -------- | ------- | ------------------ | ---------------- | -------------------- |
| Чоловіки | 42      | 10                 | 27               | 5                    |
| Жінки    | 43      | 8                  | 23               | 12                   |
| Разом    | 85      | 18                 | 50               | 17                   |